# Кабинет на министъра и служби към ЦУ
Кабинетът на министъра и службите към ЦУ разглежда въпросите, докладвани пряко на министъра на вътрешните работи и народното здраве – закони, постановления, правилници, укази, заповеди и др.
Службите към ЦУ и „Бюджетно-контролния отдел“ се занимават с определяне на годишните бюджети на Министерството на вътрешните работи и народното здраве и неговите оделения в България, отпускане на кредити, платежни заповеди и др., осигуряване на вътрешния ред и сигурност в страната; Служба „Гражданска мобилизация“ се занимава с мобилизацята на лица, превозни средства и др, а „Службата по народностните работи“ - с проблемите на бежанците, малцинствата, българомохамеданите и др.